# 谷山佳菜子
谷山 佳菜子（たにやま かなこ、 1986年12月7日 - ）は、日本の元女子プロボクサー、元キックボクサー、空手家、看護師。熊本県合志市出身。熊本信愛女学院高等学校、熊本市医師会看護専門学校看護科卒業。事務所は武蔵と同じパウンドフォーパウンド。元極真空手世界王者。HOOST CUP初代女子バンタム級王者。第3代日本女子バンタム級王者。俳優の木庭博光は叔父。

## 来歴

### フルコンタクト空手
高校1年当時の2002年、正道会館熊本支部（現・真正会熊本支部）でフルコンタクト空手を始める。
2008年、極真会館（松井章圭館長）主催の全日本女子空手道選手権大会 軽量級（55㎏級）で優勝。
2009年、2010年極真会館主催の世界女子空手道選手権大会 軽量級（55㎏級）で2連覇。

### キックボクシング
2010年12月、キックボクサーとしてデビュー。
2011年、J-GIRLS -53kg Japan Queen王者。
2013年、初代LEGEND QUEEN バンタム級王者。
2016年、ホーストカップ初代女子バンタム級王者。
キックボクシングでの戦績は19戦16勝3敗。

### ボクシング
2018年、膝の怪我のためにボクシングに転向。同年5月にワタナベボクシングジムに入門し、7月にB級女子ライセンスを取得。
2018年12月1日、大阪府立体育会館（エディオンアリーナ大阪）第二競技場でスマリー・トンプートーン（タイ）バンタム級契約（53・5キロ以下）2回1分58秒TKO勝ち。
2019年3月22日、後楽園ホールでファルナック・コンサング（OPBF東洋太平洋バンタム級5位）（タイ）53キロ契約6回戦で判定勝ち。
2019年9月16日、大阪・堺市立大浜体育館「ミツキ杯 強拳ステージ.16」OPBF東洋太平洋、日本バンタム級ともに1位の奥田朋子（OPBF・日本女子バンタム級王座決定戦）と対戦。8R判定（奥田0-1谷山）ドロー。
2020年1月28日、後楽園ホール「DANGAN232」で奥田朋子（OPBF・日本女子バンタム級王座決定戦）と再戦。7R負傷判定負け(3-0)。
2020年12月13日、大阪府立体育会館で満田美紀(日本女子バンタム級2位・元日本女子フェザー級王者)に6R判定勝ち。
2021年6月7日、後楽園ホールで奥田の世界王座獲得により空位となった日本女子バンタム級王座を懸けて平安山裕子(日本女子バンタム級3位・元東洋太平洋女子王者)に4R負傷判定勝ち（39―37、40―37、40―36）。日本女子バンタム級王座獲得。
2022年2月10日に新型コロナウイルスに感染したことを発表。3月2日に後楽園ホールにて日本女子バンタム級王座の初防衛戦として満田美紀と再戦予定だったが延期。
2022年4月16日、大阪府立体育会館で満田美紀に3-0の判定勝ち。初防衛。
2022年12月1日、後楽園ホールにて小澤瑶生が返上したWBO女子世界スーパーフライ級王座決定戦として晝田瑞希と対戦。しかし、7回にダウンを奪われ0-3（90-99、89-100×2）の判定で敗れ世界王座獲得ならず。
2023年3月1日、現役引退を表明。

## 人物・エピソード
- プロとアマチュアの違いこそあるものの谷山と同じ看護師ボクサーには女子世界選手権ライトミドル級日本代表の津端ありさがおり、同じフィジカルパーソナルを受講して意気投合した[10]。

## 戦績
- プロ：8戦5勝2敗(1引分け)

| 戦           | 日付           | 勝敗 | 時間 | 内容       | 対戦相手                 | 国籍 | 備考                                                                            |
| ------------ | -------------- | ---- | ---- | ---------- | ------------------------ | ---- | ------------------------------------------------------------------------------- |
| 1            | 2018年12月1日  | ○    | 2R   | 1分58秒TKO | スマリー・トンプートーン | タイ | 6回戦 会場：エディオンアリーナ大阪                                              |
| 2            | 2019年03月22日 | ○    | 6R   | 判定       | ファルナック・コンサング | タイ | 6回戦 会場：後楽園ホール                                                        |
| 3            | 2019年09月16日 | 引分 | 8R   | 判定       | 奥田朋子                 | 日本 | 8回戦(OPBF・日本女子バンタム級王座決定戦) 会場：堺市立大浜体育館                |
| 4            | 2020年01月28日 | ●    | 7R   | 負傷判定   | 奥田朋子                 | 日本 | 8回戦(OPBF・日本女子バンタム級王座決定戦) 会場：後楽園ホール                    |
| 5            | 2020年12月13日 | ○    | 6R   | 判定       | 満田美紀                 | 日本 | 6回戦 会場：エディオンアリーナ大阪・第2競技場                                   |
| 6            | 2021年06月07日 | ○    | 4R   | 負傷判定   | 平安山裕子               | 日本 | 6回戦(日本女子バンタム級王座決定戦) 会場：後楽園ホール                          |
| 7            | 2022年04月16日 | ○    | 6R   | 判定       | 満田美紀                 | 日本 | 6回戦(日本女子バンタム級タイトルマッチ) 会場：エディオンアリーナ大阪・第2競技場 |
| 8            | 2022年12月01日 | ●    | 10R  | 判定       | 晝田瑞希                 | 日本 | 10回戦(WBO女子世界スーパーフライ級王座決定戦) 会場：後楽園ホール                |
| テンプレート |                |      |      |            |                          |      |                                                                                 |

## 獲得タイトル
ボクシング
- 第3代日本女子バンタム級王座